# Gilera DNA 50
Die Gilera DNA 50 ist ein Kleinkraftrad, das von dem Motorradhersteller Piaggio, zu dem auch die Marke Gilera gehört, produziert wurde. Dieses Modell unterscheidet sich von herkömmlichen Motorrollern hauptsächlich in der äußerlichen Erscheinung, die der eines Motorrads nahekommt. Der Hubraum hat eine Größe von 49 cm³ und der Roller gedrosselt eine Geschwindigkeit von 25 km/h, so dass er mit einer Mofa-Prüfbescheinigung gefahren werden darf. Es gibt ihn auch für die Klasse AM mit 45 km/h bauartbedingter Höchstgeschwindigkeit. Ist er entdrosselt, ist ohne Austausch von Teilen eine Geschwindigkeit von bis zu 90 km/h möglich. Die Gilera DNA wurde außerdem noch als 125 cm³ und 180 cm³ produziert und war einer der teuersten 50 cm³-Roller von der Stange.